# Beau Starr
Beau Starr (* 1. September 1944 in Queens, New York City, New York, Vereinigte Staaten) ist ein US-amerikanischer Schauspieler. Sein jüngerer Bruder Mike Starr ist ebenfalls Darsteller.

## Biografie
Beau wurde als Sohn einfacher Arbeiter geboren; seine Mutter war Verkäuferin, der Vater Fleischverpacker.
Starr studierte an der Hofstra University Biologie. 1969 entdeckte er zum ersten Mal sein Interesse für die Schauspielerei. Anfang der 1980er Jahre folgte sein Kameradebüt in der Fernsehserie Bizarre. Bis 1980 lebte Starr in Cuelph, Ontario, später wieder in seiner Geburtsstadt New York, bevor es ihn an die kalifornische Westküste zog, wo er heute noch lebt.
Starr wirkte in vielen Filmen und Fernsehserien mit, wie beispielsweise in The Rousters, Knight Rider, Das A-Team, Ein Colt für alle Fälle und True Blue. Größere Bekanntheit erlangte er mit der Verkörperung des Lieutenant Harding Welsh in der Fernsehserie Ein Mountie in Chicago. Außerdem war er in der Rolle des Sheriff Ben Meeker in den Horrorfilmen Halloween IV – Michael Myers kehrt zurück (1988) und Halloween V – Die Rache des Michael Myers (1989) zu sehen.
2007 zog sich Starr ins Privatleben zurück, und trat danach nur noch 2013 in einer Folge von Psych in Erscheinung. Sein Schaffen umfasst mehr als 130 Film- und Fernsehproduktionen.

## Filmografie (Auswahl)
- 1980: Bizarre (Fernsehserie)
- 1983: The Rousters
- 1984: Ein Single kommt selten allein (The Lonely Guy)
- 1984: Polizeirevier Hill Street (Hill Street Blues, Fernsehserie, 3 Folgen)
- 1983–1985: Das A-Team (The A-Team, Fernsehserie, 3 Folgen)
- 1986: Jo Jo Dancer – Dein Leben ruft (Jo Jo Dancer, Your Life Is Calling)
- 1988: Halloween IV – Michael Myers kehrt zurück (Halloween 4: The Return of Michael Myers)
- 1989: Halloween V – Die Rache des Michael Myers (Halloween 5: The Revenge of Michael Myers)
- 1989–1990: True Blue (Fernsehserie, 12 Folgen)
- 1992: Mord ist ihr Hobby (Murder, She Wrote)
- 1993: Barett – Das Gesetz der Rache (Joshua Tree)
- 1995: Never Talk To Strangers – Spiel mit dem Feuer (Never Talk to Strangers)
- 1994–1999: Ein Mountie in Chicago (Due South, Fernsehserie, 66 Folgen)
- 1999: Black and Blue – Du entkommst mir nicht (Black and Blue, Fernsehfilm)
- 2000: The Cactus Kid
- 2001: Relic Hunter – Die Schatzjägerin (Relic Hunter, Fernsehserie, 1 Folge)
- 2002: My Name Is Tanino
- 2005: Wahre Lügen (Where the Truth Lies)
- 2005: Das Comeback (Cinderella Man)
- 2006: Final Days – Die letzten Tage der Menschheit (Final Days of Planet Earth, Fernsehfilm)
- 2007: Time and Again (Fernsehfilm)
- 2013: Psych (Fernsehserie, 1 Folge)